# Liste des épisodes de Medicopter

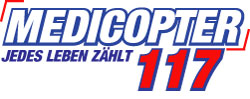
Logo allemand de la série Medicopter.

Cet article présente la liste des épisodes de la série télévisée allemande Medicopter.

## Résumé de la série
| Saison | Nombre d'épisodes | Diffusion originale sur RTL Television | Diffusion originale sur RTL Television |
| Saison | Nombre d'épisodes | Début de saison                        | Fin de saison                          |
| ------ | ----------------- | -------------------------------------- | -------------------------------------- |
| 0      | 1                 | 11 janvier 1998                        | 11 janvier 1998                        |
| 1      | 8                 | 12 janvier 1998                        | 9 mars 1998                            |
| 2      | 13                | 14 septembre 1999                      | 30 novembre 1999                       |
| 3      | 13                | 14 mars 2000                           | 6 Juin 2000                            |
| 4      | 12                | 18 septembre 2001                      | 4 décembre 2001                        |
| 5      | 14                | 12 mars 2002                           | 12 novembre 2002                       |
| 6      | 13                | 7 octobre 2003                         | 24 Août 2006                           |
| 7      | 8                 | 6 Juillet 2006                         | 28 Juin 2007                           |

## Liste des saisons et épisodes
Légende :
# : notation standard d'une série (2-05 = épisodes 5 de la saison 2)
N° : numérotation de l'épisode
Fond vert : arrivé d'un nouveau personnage principal.
Fond rouge : départ ou décès d'un personnage principal.
Fond orange : un des personnages principaux est gravement blessé ou présumé mort pendant cet épisode.
Fond bleu : événements liés à la série.

### Épisode pilote(1998)
| # | N° | Première diffusion | Titre original | Première diffusion FR | Titre français | Note                    | Réalisateur       |
| - | -- | ------------------ | -------------- | --------------------- | -------------- | ----------------------- | ----------------- |
|   | 0  | 11 janvier 1998    | Der Kronzeuge  | Inconnue              | Le Témoin-clé  | Arrivée de Peter Berger | Peter Mazzuchelli |

### Première saison(1998)
| #    | N° | Première diffusion | Titre original      | Première diffusion FR | Titre français           | Note                         | Réalisateur       |
| ---- | -- | ------------------ | ------------------- | --------------------- | ------------------------ | ---------------------------- | ----------------- |
| 1-01 | 1  | 12 janvier 1998    | Tödliche Dosis      | Inconnue              | Dose mortelle            |                              | Peter Mazzuchelli |
| 1-02 | 2  | 19 janvier 1998    | Die Geiselnahme     | Inconnue              | Prise d'otages           |                              | Peter Mazzuchelli |
| 1-03 | 3  | 26 janvier 1998    | Kurzchluss          | Inconnue              | Court-circuit            |                              | Peter Mazzuchelli |
| 1-04 | 4  | 2 février 1998     | Flug in die Hölle   | Inconnue              | Suicide                  |                              | Peter Mazzuchelli |
| 1-05 | 5  | 9 février 1998     | Inferno ohne Ausweg | Inconnue              | Enfer sans issue         |                              | Walter Kordesch   |
| 1-06 | 6  | 23 février 1998    | Blinde Wut          | Inconnue              | Colère aveugle           |                              | Thomas Nippold    |
| 1-07 | 7  | 2 mars 1998        | Gift in den Adern   | Inconnue              | Du venin dans les veines | Thomas est blessé            | Thomas Nippold    |
| 1-08 | 8  | 9 mars 1998        | Der Absturz         | Inconnue              | Le crash                 | Biggi est grièvement blessée | Peter Mazzuchelli |

### Deuxième saison(1998-1999)
| #    | N° | Première diffusion | Titre original       | Première diffusion FR | Titre français          | Note                            | Réalisateur       |
| ---- | -- | ------------------ | -------------------- | --------------------- | ----------------------- | ------------------------------- | ----------------- |
| 2-01 | 9  | 14 septembre 1999  | Über dem Abgrund     | Inconnue              | Au bord du gouffre      | Arrivé de René Meier            | Peter Mazzuchelli |
| 2-02 | 10 | 14 septembre 1999  | Der Bankraub         | Inconnue              | Hold-up                 | Départ de René Meier            | Jens Jendrich     |
| 2-03 | 11 | 21 septembre 1999  | Nasses Grab          | Inconnue              | Trois minutes de sursis | Gabriele est grièvement blessée | Jens Jendrich     |
| 2-04 | 12 | 28 septembre 1999  | Viren an Bord        | Inconnue              | Virus à bord            |                                 | Peter Mazzuchelli |
| 2-05 | 13 | 5 octobre 1999     | Blinder Alarm        | Inconnue              | Fausses alertes         | Décès de Vera                   | Peter Mazzuchelli |
| 2-06 | 14 | 12 octobre 1999    | Die falsche Maßnahme | Inconnue              | Erreur humaine          |                                 | Jens Jendrich     |
| 2-07 | 15 | 19 octobre 1999    | Knockout             | Inconnue              | Hors-jeu                | Arrivée de Katja Heinemann      | Jens Jendrich     |
| 2-08 | 16 | 26 octobre 1999    | Schulbus in den Tod  | Inconnue              | Trajectoire mortelle    | Départ de Katja Heinemann       | Peter Mazzuchelli |
| 2-09 | 17 | 2 novembre 1999    | Gejagt               | Inconnue              | Partie de chasse        |                                 | Walter Kordesch   |
| 2-10 | 18 | 9 novembre 1999    | Unter Verdacht       | Inconnue              | Preuves accablantes     |                                 | Walter Kordesch   |
| 2-11 | 19 | 16 novembre 1999   | Mission ohne Ausweg  | Inconnue              | Mission explosive       |                                 | Thomas Nippold    |
| 2-12 | 20 | 23 novembre 1999   | Das kalte Herz       | Inconnue              | Le don suprême          | Départ de Frank Ebelsieder      | Thomas Nippold    |
| 2-13 | 21 | 30 novembre 1999   | In letzter Sekunde   | Inconnue              | À la dernière seconde   |                                 | Peter Mazzuchelli |

### Troisième saison(1999-2000)
| #    | N° | Première diffusion | Titre original         | Première diffusion FR | Titre français          | Note                                              | Réalisateur       |
| ---- | -- | ------------------ | ---------------------- | --------------------- | ----------------------- | ------------------------------------------------- | ----------------- |
| 3-01 | 22 | 14 mars 2000       | Irrfahrt am Himmel     | Inconnue              | L'odyssée en ballon     |                                                   | Peter Mazzuchelli |
| 3-02 | 23 | 21 mars 2000       | Die Todesfalle         | Inconnue              | Mission mortelle        | Décès de Gabriele                                 | Peter Mazzuchelli |
| 3-03 | 24 | 28 mars 2000       | Zwischen Leben und Tod | Inconnue              | Entre la vie et la mort | Apparition de Frank                               | Peter Mazzuchelli |
| 3-04 | 25 | 4 avril 2000       | Die Feuertaufe         | Inconnue              | La douzième place       | Arrivée de Karin Thaler                           | Peter Mazzuchelli |
| 3-05 | 26 | 11 Avril 2000      | Fahrt zur Hölle        | Inconnue              | Voyage en enfer         | Apparition de Frank                               | Thomas Nippold    |
| 3-06 | 27 | 18 mars 2000       | Kidnapping             | Inconnue              | La Vengeance            | Michael est grièvement blessée et retour de Frank | Thomas Nippold    |
| 3-07 | 28 | 25 avril 2000      | Fehler im System       | Inconnue              | Erreur technique        | Arrivée de Martin Christberg                      | Walter Kordesch   |
| 3-08 | 29 | 2 mai 2000         | Gehetzt                | Inconnue              | Témoins gênants         |                                                   | Walter Kordesch   |
| 3-09 | 30 | 9 mai 2000         | Die rollende Bombe     | Inconnue              | Le camion suicide       | Ralf est blessé                                   | Walter Kordesch   |
| 3-10 | 31 | 16 mai 2000        | Todessprung            | Inconnue              | Le grand saut           | Départ de Martin Christberg                       | Jens Jendrich     |
| 3-11 | 32 | 23 mai 2000        | Horror                 | Inconnue              | Le dernier regard       | Départ de Frank                                   | Jens Jendrich     |
| 3-12 | 33 | 30 mai 2000        | Bodenlos               | Inconnue              | Sans raison             |                                                   | Jens Jendrich     |
| 3-13 | 34 | 6 Juin 2000        | Corrers Rache          | Inconnue              | La revanche de Correr   | Départ de Ralf et Gonzo ; apparition de Martin    | Walter Kordesch   |

### Quatrième saison(2000-2001)
| #    | N° | Première diffusion              | Titre original     | Première diffusion FR | Titre français                     | Note                                                              | Réalisateur       |
| ---- | -- | ------------------------------- | ------------------ | --------------------- | ---------------------------------- | ----------------------------------------------------------------- | ----------------- |
| 4-01 | 35 | 11 septembre 2001 (non diffusé) | Geisterflieger     | Inconnue              | Le pilote fantôme                  | Reporté à la suite de l'attaque aux USA Arrivée de Enrico Contini | Peter Mazzuchelli |
| 4-01 | 36 | 18 septembre 2001               | Rettet Susi        | Inconnue              | Sauvez Suzi                        | Peter est blessé                                                  | Peter Mazzuchelli |
| 4-02 | 37 | 25 septembre 2001               | Geld Gegen Leben   | Inconnue              | La bourse ou la vie                |                                                                   | Peter Mazzuchelli |
| 4-03 | 38 | 2 octobre 2001                  | Todliches Wissen   | Inconnue              | Témoin involontaire                | Départ de Michael                                                 | Peter Mazzuchelli |
| 4-04 | 39 | 9 octobre 2001                  | Liebe oder tod     | Inconnue              | L'escalade de la dernière chance   |                                                                   | Thomas Nippold    |
| 4-05 | 40 | 16 octobre 2001                 | Super-Gau          | Inconnue              | Catastrophe nucléaire              | Arrivé de Mark Harland Mark est gravement blessé                  | Thomas Nippold    |
| 4-06 | 41 | 23 octobre 2001                 | Mobbing            | Inconnue              | Violences en cascade               | Enrico est blessé                                                 | Walter Kordesch   |
| 4-07 | 42 | 30 octobre 2001                 | Kokain             | Inconnue              | L'enfer de la drogue               |                                                                   | Walter Kordesch   |
| 4-08 | 43 | 6 novembre 2001                 | Mister radio       | Inconnue              | Le maitre-chanteur                 |                                                                   | Walter Kordesch   |
| 4-09 | 44 | 13 novembre 2001                | Die einzige Zeugin | Inconnue              | Témoin unique                      |                                                                   | Jens Jendrich     |
| 4-10 | 45 | 20 novembre 2001                | Lebendig Begraben  | Inconnue              | Une petite fille dans la tourmente | Biggi est blessée                                                 | Jens Jendrich     |
| 4-11 | 46 | 27 novembre 2001                | Kamikaze           | Inconnue              | Dangereux défi                     | Arrivée et mort de l'Infirmière Lena Lassen                       | Walter Kordesch   |
| 4-12 | 47 | 4 décembre 2001                 | Auf der flucht     | Inconnue              | Un pour tous, tous pour un         | Thomas est blessé                                                 | Jens Jendrich     |

### Cinquième saison(2001-2002)
| #    | N° | Première diffusion | Titre original         | Première diffusion FR | Titre français            | Note                                       | Réalisateur          |
| ---- | -- | ------------------ | ---------------------- | --------------------- | ------------------------- | ------------------------------------------ | -------------------- |
| 5-01 | 48 | 12 mars 2002       | Der Zug                | Inconnue              | Le train                  | Arrivée de Gina Aigner, naissance d'Oliver | Peter Mazzuchelli    |
| 5-02 | 49 | 19 mars 2002       | Flucht Ohne wiederkehr | Inconnue              | Un adieu de trop          | Décès de Thomas                            | Jens Jendrich        |
| 5-03 | 50 | 26 mars 2002       | Plutonium              | Inconnue              | Menace au plutonium       | Arrivée de Jens Köster                     | Peter Mazzuchelli    |
| 5-04 | 51 | 2 avril 2002       | Höhenangst             | Inconnue              | Suspendus à un fil        |                                            | Peter Mazzuchelli    |
| 5-05 | 52 | 9 avril 2002       | Inferno                | Inconnue              | Environnement explosif    | Peter est blessé                           | Christoph Falkenroth |
| 5-06 | 53 | 16 avril 2002      | No risk, no fun        | Inconnue              | Extrême limite            |                                            | Jens Jendrich        |
| 5-07 | 54 | 17 septembre 2002  | Geisterflieger         | Inconnue              | Le pilote fantôme         |                                            | Peter Mazzuchelli    |
| 5-08 | 55 | 24 septembre 2002  | Verschollen            | Inconnue              | Portés disparus           | Biggi est grièvement blessée               | Jens Jendrich        |
| 5-09 | 56 | 1 octobre 2002     | Rufmord                | Inconnue              | Le sens du devoir         |                                            | Thomas Nippold       |
| 5-10 | 57 | 8 octobre 2002     | Im Labyrinth           | Inconnue              | Prisonniers du labyrinthe | Départ de Biggi                            | Thomas Nippold       |
| 5-11 | 58 | 15 octobre 2002    | Geldtransport          | Inconnue              | Fourgon blindé            |                                            | Jochen A. Freydank   |
| 5-12 | 59 | 22 octobre 2002    | Die Flammenfalle       | Inconnue              | La classe verte           |                                            | Walter Kordesch      |
| 5-13 | 60 | 29 octobre 2002    | Rache Um Jeden Preis   | Inconnue              | Ce que femme veut...      |                                            | Walter Kordesch      |
| 5-14 | 61 | 12 novembre 2002   | Blinde passagiere      | Inconnue              | Dangereuse péniche        |                                            | Walter Kordesch      |

### Sixième saison(2002-2003)
| #    | N° | Première diffusion | Titre original             | Première diffusion FR | Titre français         | Note                    | Réalisateur          |
| ---- | -- | ------------------ | -------------------------- | --------------------- | ---------------------- | ----------------------- | -------------------- |
| 6-01 | 61 | 7 octobre 2003     | Bodyguard                  | Inconnue              | Protection rapprochée  |                         | Peter Mazzuchelli    |
| 6-02 | 62 | 14 octobre 2003    | Blitzschlag                | Inconnue              | Coup de foudre         | Gina est blessée        | Peter Mazzuchelli    |
| 6-03 | 63 | 21 octobre 2003    | Verschüttet                | Inconnue              | Sauveteurs en détresse | Départ de Enrico        | Peter Mazzuchelli    |
| 6-04 | 64 | 28 octobre 2003    | Das Feuerwerk              | Inconnue              | Un concert explosif    | Arrivée de Florian Lenz | Jochen A. Freydank   |
| 6-05 | 65 | 18 novembre 2003   | Falsche Zeit, falscher Ort | Inconnue              | C'était pas le jour... |                         | Jens Jendrich        |
| 6-06 | 66 | 25 octobre 2003    | Freier Fall                | Inconnue              | Chutes en cascade      |                         | Jens Jendrich        |
| 6-07 | 67 | 2 décembre 2003    | Blutige Spende             | Inconnue              | Pièces détachées       |                         | Jens Jendrich        |
| 6-08 | 68 | 9 décembre 2003    | Vier Elemente              | Inconnue              | Les quatre éléments    |                         | Christoph Falkenroth |
| 6-09 | 69 | 20 juillet 2006    | Mikado                     | Inconnue              | Le roi du mikado       |                         | Christoph Falkenroth |
| 6-10 | 70 | 27 juillet 2006    | Abgezockt                  | Inconnue              | Le tout pour le tout   |                         | Thomas Nippold       |
| 6-11 | 71 | 10 août 2006       | Blindflug                  | Inconnue              | Pilote automatique     |                         | Walter Kordesch      |
| 6-12 | 72 | 17 août 2006       | Flammenmeer                | Inconnue              | Mer de flammes         | Florian est blessé      | Walter Kordesch      |
| 6-13 | 73 | 24 août 2006       | Heißer Schnee              | Inconnue              | Avalanche de problèmes | Mark Harland est blessé | Walter Kordesch      |

### Septième saison(2004-2006)
| #    | N° | Première diffusion | Titre original     | Première diffusion FR | Titre français         | Note | Réalisateur          |
| ---- | -- | ------------------ | ------------------ | --------------------- | ---------------------- | ---- | -------------------- |
| 7-01 | 74 | 6 juillet 2006     | Flug ins Ungewisse | Inconnue              | Danger en plein vol    |      | Jens Jendrich        |
| 7-02 | 75 | 13 juillet 2006    | Spiel mit dem Tod  | Inconnue              | Jeux dangereux         |      | Jens Jendrich        |
| 7-03 | 76 | 31 août 2006       | Feuer              | Inconnue              | Mauvais plaisantins    |      | Jens Jendrich        |
| 7-04 | 77 | 26 juin 2007       | Der Tunnel         | Inconnue              | Le tunnel infernal     |      | Walter Kordesch      |
| 7-05 | 78 | 27 juin 2007       | Ohne Skrupel       | Inconnue              | Entre ciel et terre    |      | Peter Mazzuchelli    |
| 7-06 | 79 | 3 août 2006        | Eisiges Gefängnis  | Inconnue              | État d'ivresse         |      | Peter Mazzuchelli    |
| 7-07 | 80 | 27 juin 2007       | Gegen jede Chance  | Inconnue              | Un risque calculé      |      | Christoph Falkenroth |
| 7-08 | 81 | 28 juin 2007       | Angst!             | Inconnue              | Danger à fleur de peau |      | Christoph Falkenroth |